# Национален отбор по футбол на Тринидад и Тобаго
Националният отбор по футбол на Тринидад и Тобаго е представителният отбор на карибската държава Тринидад и Тобаго и се контролира от Футболната федерация на Тринидад и Тобаго. Сред тринидадските национали се отличават имената на Дуайт Йорк, Стърн Джон и Шака Хислоп. Отборът играе на световното първенство по футбол в Германия през 2006 г. Преобладаващото мнение е, че националният отбор на Тринидад и Тобаго по това време е най-добрият на Карибите, като дотогава е печелил Карибската купа осем пъти.
На 12 октомври 2005 г. Тринидад и Тобаго побеждава Мексико с 2:1 след две попадения на Стърн Джон. Така националният отбор завършва на четвърто място във финалния квалификационен кръг на КОНКАКАФ и играе плейоф със завършилия на пето място в азиатската зона отбор – Бахрейн. След равенство 1:1 в столицата на Тринидад и Тобаго Порт ъф Спейн, представителният отбор на карибската държава побеждава азиатците в столицата Манама с 1:0, и така се класират за първи път на финали на световно първенство по футбол. Старши треньор на отбора от 2005 г. е Лео Беенхакер.
Тринидад и Тобаго играят срещу Демерара и Барбадос за Мартинес Шилд между 1923 и 1933 г. Технически първият мач на Тринидад и Тобаго завършва с резултат 1:1 срещу Демерара, но липсва документация за това.

## Рекорди
- Най-много мачове за националния отбор: Ангъс Ийв (118)
- Най-много голове за националния отбор: Стърн Джон (64)
- Най-голяма победа: 11:0 срещу Аруба през юни 1989 г.
- Най-голяма загуба: 7:0 срещу Мексико на 8 октомври 2000 г.

## Участие насветовни първенства
- 1930 – 1962: Не участва в квалификациите.
- 1966 – 2002: Не се класира за финалите.
- 2006: Класира се за финалите.

## Участие в турнира заЗлатната купана КОНКАКАФ
- 1991: Първи кръг
- 1991: Първи кръг
- 1993: Не се класира
- 1996: Първи кръг
- 1998: Първи кръг
- 2000: Полуфинал
- 2002: Първи кръг
- 2003: Не се класира
- 2005: Първи кръг
- 2007: Първи кръг

## Известни национали
- Марвин Андрюс
- Кристофър Бирчал
- Корнел Глен
- Ейвъри Джон
- Стърн Джон
- Кенуин Джоунс
- Ангъс Ийв
- Клейтън Инс
- Дуайт Йорк
- Ръсел Латапи
- Джейсън Скотланд
- Шака Хислоп